# Betula halophila
Betula halophila är en björkväxtart som beskrevs av Ren Chang Ching. Betula halophila ingår i släktet björkar, och familjen björkväxter. IUCN kategoriserar arten globalt som akut hotad.
Artens utbredningsområde är Xinjiang (Kina). Inga underarter finns listade.